# Chaetostoma patiae
Chaetostoma patiae är en fiskart som beskrevs av Fowler, 1945. Chaetostoma patiae ingår i släktet Chaetostoma och familjen Loricariidae. IUCN kategoriserar arten globalt som livskraftig. Inga underarter finns listade i Catalogue of Life.